# Журавль в небе (фильм)
«Журавль в небе» — советский художественный фильм 1977 года, снятый на киностудии «Мосфильм». 

## Сюжет
Шофер Андрей Заболотный - прекрасный, порядочный, добродушный человек. С женой Лизой они разошлись. Трагическая и комическая история о жизни человека, которому тяжело жить одному. Друг Илья решил помочь Андрею с выбором невесты. Но ни одна ему не пришлась по душе. И тут у него появляется смысл жизни в лице детдомовского мальчугана Васи. Андрей решил его оставить у себя и обещал помочь найти мать. После того, как участковый милиционер Куров предлагает Заболотному вернуть мальца в детдом или жениться на девушке для дальнейшего усыновления Васи…

## Съёмочная группа
- Режиссеры: Самсон Самсонов, Аркадий Сиренко.
- Сценарист: Виктор Мережко.
- Оператор: Евгений Гуслинский.
- Композиторы: Валентин Левашов, Давид Тухманов, Александр Зацепин.
- Художники: Сергей Воронков, Валерий Кострин, Лев Збруев.

## В ролях
| Актёр                  | Роль                                 |
| ---------------------- | ------------------------------------ |
| Александр Демьяненко   | Андрей Заболотный (главная роль)     |
| Сережа Зиадитдинов     | Васька (главная роль)                |
| Людмила Зайцева        | Лиза, бывшая жена Андрея Заболотного |
| Лия Ахеджакова         | Роза Козодоева, киномеханик, невеста |
| Виктор Павлов          | Илья колхозный шофёр, друг Андрея    |
| Иван Рыжов             | дед Колбасин, односельчанин          |
| Николай Скоробогатов   | Егор Егорович, колхозный бригадир    |
| Светлана Суворова      | невеста                              |
| Татьяна Егорова        | невеста                              |
| Ирина Дёмина           | Анастасия Петровна, невеста          |
| Людмила Аринина        | Звягина, директор детского дома      |
| Татьяна Говорова       | жена Ильи                            |
| Николай Граббе         | Куров, милиционер                    |
| Сергей Приселков       | Гриша, ухажёр Лизы                   |
| Алевтина Румянцева     | жена Егора Егоровича                 |
| Раиса Сазонова         | односельчанка                        |
| Владимир Суворов       | Ваня, жених (в титрах А. Суворов)    |
| В. Разин               | эпизод                               |
| Е. Филатова            | эпизод                               |
| Максим Сидоров         | детдомовец (нет в титрах)            |
| Егор Рыжов             | односельчанин (нет в титрах)         |
| Клавдия Грищенкова     | эпизод (нет в титрах)                |
| Людмила Крашенинникова | эпизод (нет в титрах)                |

## Съёмки
Сценарий «Кукушкино крещение» к фильму написал Виктор Мережко. Он был напечатан в киноальманахе «Киносценарии» в 1977 году. На начальном этапе съёмок режиссёром был Аркадий Сиренко. Это был его первый фильм. Из-за того, что он не справлялся со съёмочным процессом, позднее к работе подключился Самсон Самсонов.

## Факты
У Васи фото Софи Лорен.